# Mandolina (estri)
|  | Aquest article tracta sobre l'estri de cuina. Per a l'instrument musical, vegeu mandolina |

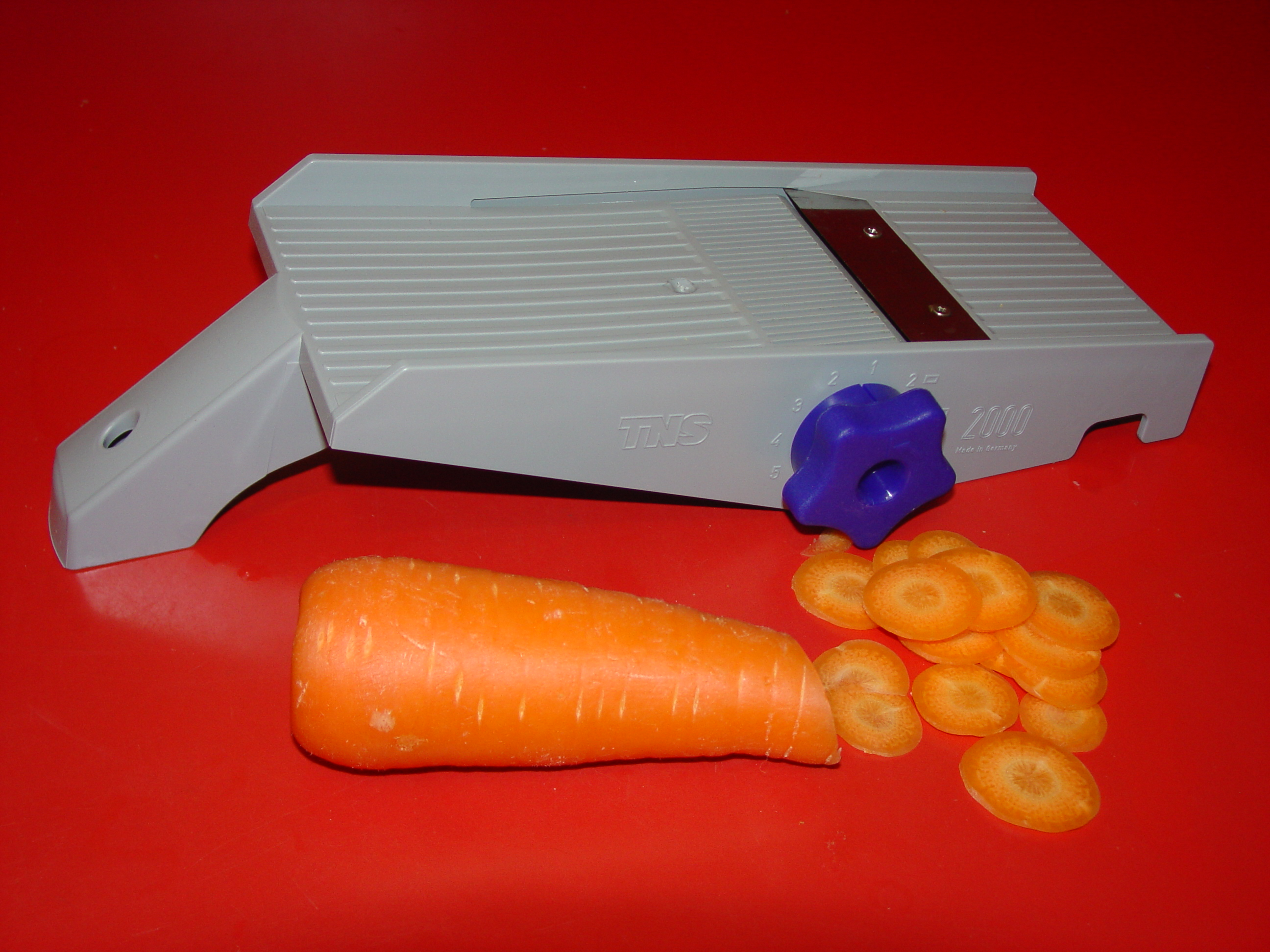
Una mandolina emprada per llescar pastanagues.

La mandolina és un estri de cuina emprat per llescar verdures, formatge, pernil, etcètera fàcilment a rodanxes uniformes de gruix. Hi ha diferents models capaços de tallar fina juliana o fins i tot primes llesques de ceba, nap, api, etcètera. Se li dona aquest nom perquè el moviment del canell d'un usuari especialitzat recorda com es mou el canell en un intèrpret de mandolina.

## Disseny
Una mandolina consta de dues superfícies de treball paral·leles, una d'elles ajustable en alçada. Es fa lliscar un element alimentari per la superfície ajustable, fins que arriba a una fulla muntada a la superfície fixa, que el talla i el deixa caure.
Sovint es munten altres fulles perpendiculars a la fulla principal de manera que es talli la llesca a tires. La mandolina talla en juliana en diverses amplades i gruixos. També fa rodanxes i talla fruites i verdures fermes.
Amb una mandolina, les rodanxes tenen un gruix uniforme,la qual cosa és important per als aliments fregits o fornejats (per exemple, patates fregides), així com per a la seva presentació. Les rodanxes poden ser molt fines i fer-se amb molta rapidesa, amb una habilitat i un esforç significativament inferiors del que caldria si es tallés amb un ganivet o una altra fulla.

### Precaucions
Es considera un instrument perillós que ha de manipular amb cura, sobretot quan es pretén apurar al màxim el tall. Per aquesta raó s'aconsella emprar un guant o vigilar amb cura els extrems.